# 貴州益佰製藥
贵州益佰制药股份有限公司，簡稱為「贵州益佰」(上交所：600594)。

## 历史
1995年，由數名民營企業家創立位於貴州省贵阳市地區，公司前身贵州益佰制药有限责任公司，2000年，开始进行股份化改组。
專門從事从事现代中药产品的研制、生产和销售。目前产品主要分为止咳类、心血管类、抗肿瘤类和抗病毒类。